# Bledius subterraneus
Bledius subterraneus is een keversoort behorend tot de der kortschildkevers.  De wetenschappelijke naam van de soort is voor het eerst geldig gepubliceerd in 1839 door Erichson. Hij heeft een lengte van 3,8 tot 4,4 mm.